# Análise de classe
Análise de classe é uma área de pesquisa em sociologia, política e economia, do ponto de vista da estratificação da sociedade em dinâmicas de classe. Conceitos importantes nesse campo de estudo incluem estrutura de classes, formação de classes, luta de classes e consciência de classe.
Os principais nomes dessa área de pesquisa são Karl Marx e Max Weber. Contribuições contemporâneas a essa área de pensamento incluem Erik Olin Wright, John Goldthorpe e Barrington Moore Jr.